# Crosslauf-Afrikameisterschaften 2012
Die 2.  Crosslauf-Afrikameisterschaften wurden am 18. März 2012 in Kapstadt, der Hauptstadt Südafrikas, ausgetragen. Veranstalter war die Confédération Africaine d’Athlétisme.
Insgesamt fanden im Rahmen der Veranstaltung vier Rennen statt, jeweils eines für Männer und Frauen sowie Junioren und Juniorinnen (Altersklasse U20). Die Distanzen betrugen 12 Kilometer für die Männer, 8 Kilometer für die Frauen und Junioren und 6 Kilometer für die Juniorinnen.

## Ergebnisse

### Männer (12 km)

#### Einzelwertung
| Platz | Athlet                 | Land | Zeit (min) |
| ----- | ---------------------- | ---- | ---------- |
| 1     | Clement Kiprono Langat | KEN  | 35:43      |
| 2     | Teklemariam Medhin     | ERI  | 35:50      |
| 3     | Atsedu Tsegay          | ETH  | 36:14      |
| 4     | Timothy Kiptoo         | KEN  | 36:26      |
| 5     | Vincent Kiprop Chepkok | KEN  | 36:27      |
| 6     | Kidane Tadasse         | ERI  | 36:42      |
| 7     | Ayele Megersa Feyisa   | ETH  | 36:53      |
| 8     | Abere Chane            | ETH  | 37:00      |

Es erreichten 50 Athleten das Ziel.

#### Teamwertung
| Platz | Land und Athleten                                                                          | Gesamtzeit und Einzelzeiten (Platz)                 |
| ----- | ------------------------------------------------------------------------------------------ | --------------------------------------------------- |
| 1     | Kenia Clement Kiprono Langat Timothy Kiptoo Vincent Kiprop Chepkok Fredrick Musyoki Ndunge | 2:26:11 35:43 (1) 36:26 (4) 36:27 (5) 037:34 (13)   |
| 2     | Eritrea Teklemariam Medhin Kidane Tadasse Nassir Dawud Mulue Andom                         | 2:27:47 35:50 (2) 36:42 (6) 037:26 (11) 037:47 (16) |
| 3     | Äthiopien Atsedu Tsegay Ayele Megersa Feyisa Abere Chane Chalachew Tiruneh                 | 2:27:53 36:14 (3) 36:53 (7) 37:00 (8) 037:44 (15)   |

Insgesamt wurden 8 Teams gewertet.

### Frauen (8 km)
| Platz | Athletin                 | Land | Zeit (min) |
| ----- | ------------------------ | ---- | ---------- |
| 1     | Joyce Chepkirui          | KEN  | 27:04      |
| 2     | Margaret Wangari Muriuki | KEN  | 27:05      |
| 3     | Emily Chebet Muge        | KEN  | 27:06      |
| 4     | Esther Chemtai           | KEN  | 27:07      |
| 5     | Belaynesh Oljira         | ETH  | 27:12      |
| 6     | Abebech Afework          | ETH  | 27:37      |
| 7     | Aberash Nesga Bedasa     | ETH  | 27:47      |
| 8     | Genet Yalew              | ETH  | 27:49      |

Es erreichten 35 Athletinnen das Ziel.

#### Teamwertung
| Platz | Land und Athletinnen                                                            | Gesamtzeit und Einzelzeiten (Platz)                     |
| ----- | ------------------------------------------------------------------------------- | ------------------------------------------------------- |
| 1     | Kenia Joyce Chepkirui Margaret Wangari Muriuki Emily Chebet Muge Esther Chemtai | 1:48:23 27:04 (1) 27:05 (2) 27:06 (3) 27:07 (4)         |
| 2     | Äthiopien Belaynesh Oljira Abebech Afework Aberash Nesga Bedasa Genet Yalew     | 1:50:26 27:12 (5) 27:37 (6) 27:47 (7) 27:49 (8)         |
| 3     | Uganda Annet Negesa Viola Chemos Juliet Chekwel Nancy Cheptegei                 | 1:53:17 027:58 (10) 027:59 (11) 028:33 (13) 028:46 (14) |

Insgesamt wurden 5 Teams gewertet.

### Junioren (8 km)
| Platz | Athlet                   | Land | Zeit (min) |
| ----- | ------------------------ | ---- | ---------- |
| 1     | Muktar Edris             | ETH  | 23:30      |
| 2     | Japhet Kipyegon Korir    | KEN  | 23:31      |
| 3     | Justine Kiprop Cheruiyot | KEN  | 23:31      |
| 4     | Hagos Gebrhiwet          | ETH  | 23:32      |
| 5     | Cornelius Kangogo        | KEN  | 23:36      |
| 6     | Yitayal Atnafu Zerihun   | ETH  | 23:39      |
| 7     | William Malel Sitonik    | KEN  | 23:42      |
| 8     | Fikadu Haftu             | ETH  | 24:02      |

Es erreichten 43 Athleten das Ziel.

#### Teamwertung
| Platz | Land und Athleten                                                                            | Gesamtzeit und Einzelzeiten (Platz)                   |
| ----- | -------------------------------------------------------------------------------------------- | ----------------------------------------------------- |
| 1     | Kenia Japhet Kipyegon Korir Justine Kiprop Cheruiyot Cornelius Kangogo William Malel Sitonik | 1:34:21 23:31 (2) 23:31 (3) 23:36 (5) 23:42 (7)       |
| 2     | Äthiopien Muktar Edris Hagos Gebrhiwet Yitayal Atnafu Zerihun Fikadu Haftu                   | 1:34:43 23:30 (1) 23:32 (4) 23:39 (6) 24:02 (8)       |
| 3     | Eritrea Ghirmay Ghebreslassie Tesfagaber Ayahuney Tsegay Tuemay Dawit Weldesilasie           | 1:36:51 24:06 (9) 024:11 (10) 024:15 (11) 024:17 (12) |

Insgesamt wurden 5 Teams gewertet.

### Juniorinnen (6 km)
| Platz | Athletin           | Land | Zeit (min) |
| ----- | ------------------ | ---- | ---------- |
| 1     | Faith Kipyegon     | KEN  | 19:32      |
| 2     | Agnes Jebet Tirop  | KEN  | 19:34      |
| 3     | Nancy Chepkwemoi   | KEN  | 19:37      |
| 4     | Ruti Aga           | ETH  | 19:45      |
| 5     | Alemitu Heroye     | ETH  | 19:55      |
| 6     | Buze Diriba        | ETH  | 20:07      |
| 7     | Gotytom Gebreslase | ETH  | 20:24      |
| 6     | Haftamnesh Tesfaye | ETH  | 20:45      |

Es erreichten 32 Athletinnen das Ziel.

#### Teamwertung
| Platz | Land und Athletinnen                                                               | Gesamtzeit und Einzelzeiten (Platz)                     |
| ----- | ---------------------------------------------------------------------------------- | ------------------------------------------------------- |
| 1     | Äthiopien Ruti Aga Alemitu Heroye Buze Diriba Gotytom Gebreslase                   | 1:20:12 19:45 (4) 19:55 (5) 20:07 (6) 20:24 (7)         |
| 2     | Eritrea Letekidan Gebreaham Fikadu Tsegay Weini Kelati Tsega Fsiha                 | 1:24:50 020:50 (10) 021:10 (12) 021:12 (13) 021:37 (14) |
| 3     | Marokko Khadija El Moussaoui Fadwa Sidi Madane Fouziya El Wahrani Soukaina Atanane | 1:30:24 022:21 (17) 022:31 (18) 022:31 (19) 022:59 (20) |

Insgesamt wurden 4 Teams gewertet.